# Lisa Klinga
Elisabet Klinga, Rufname Lisa, (* 5. April 1991) ist eine schwedische Fußballspielerin, die seit 2014 beim norwegischen Erstligisten Avaldsnes IL unter Vertrag steht.

## Karriere

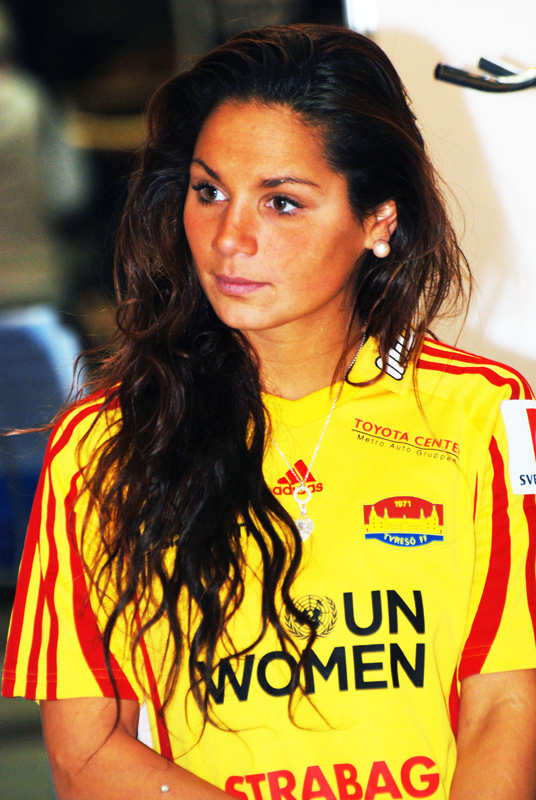
Klinga (2012)

### Vereine
Klinga begann ihre Profikarriere im Jahr 2010 beim Tyresö FF in der Damallsvenskan, von dem sie sich für die Saison 2011 an den Ligakonkurrenten Linköpings FC ausleihen ließ. Zur folgenden Saison kehrte sie nach Tyresö zurück und gewann mit ihrem Team die schwedische Meisterschaft und erreichte das Finale um den Schwedischen Fußballpokal. Da sie in dieser Spielzeit der Damallsvenskan jedoch nur zu acht Saisonspielen (davon sieben Einwechslungen) gekommen war, wurde sie erneut für eine Spielzeit verliehen, diesmal zu Piteå IF. Nach ihrer abermaligen Rückkehr erreichte sie mit Tyresö in der Saison 2013/14 das Finale der UEFA Women’s Champions League gegen den Titelverteidiger VfL Wolfsburg, das trotz einer 2:0-Halbzeitführung noch mit 3:4 verloren ging. Nach der darauffolgenden Zahlungsunfähigkeit Tyresös wechselte sie zum norwegischen Erstligisten Avaldsnes IL.

### Nationalmannschaft
Klinga spielte für die schwedischen U-17- und U-19-Nationalmannschaften.

## Erfolge
- 2012: Schwedische Meisterschaft (Tyresö FF)
- 2013/14: Erreichen des Champions-League-Finales (Tyresö FF)